# Catedral del Sagrado Corazón (Nueva Delhi)
La Catedral del Sagrado Corazón es una catedral católica perteneciente al rito latino y uno de los edificios más antiguos de la iglesia en Nueva Delhi, India. Pertenece a la arquidiócesis de Delhi. Junto con la Escuela de St. Columba, el Convento de Jesús y la escuela de María, ocupa una superficie total de 14 hectáreas cerca del extremo sur de Bhai vir singh Marg Road en Connaught Place. Los servicios religiosos cristianos se celebran durante todo el año. El Padre Lucas, un miembro de la Primera Orden Franciscana, fundada por San Francisco de Asís, tomó la iniciativa de construir la iglesia, y el arzobispo de Agra en 1929 Rev. Dr. E.Vanni puso la primera piedra en 1929 y comenzó la construcción en 1930.